# Удаченский сельсовет
Уда́чненский сельсове́т — муниципальное образование в составе Ахтубинского района Астраханской области, Российская Федерация. Административный центр — село Удачное.

## Географическое положение
«Удаченский сельсовет» граничит на юге с республикой Казахстан, на юго-западе с муниципальным образованием «Харабалинский район», на северо-западе с муниципальным образованием «Енотаевский район». Граница начинается от точки пересечения границ Российской Федерации и Республики Казахстан, проходит по линии госграницы с Казахстаном, идёт по границе с муниципальным образованием «Харабалинский район» на юго—западе на протяжении 9,5 км, затем идет на северо-запад на протяжении 0,8 км, поворачивает на юго-запад и идёт так на протяжении 17,3 км до безымянного ерика, по его середине до реки Ахтуба, идёт по её середине, затем по середине озера Лебяжье на протяжении 11,1 км, до пересечения с границей муниципального образования «Енотаевский район», идёт по границе с ним на северо-запад до урочища «Татарский угол» на протяжении 3,5 км. Затем граница двигается в направлении на северо-восток на протяжении 2,2 км, пересекая реку Ахтуба, до орошаемого участка «Матютин», затем идет на северо-восток на протяжении 2,2 км до пересечения с автомобильной дорогой Астрахань — Волгоград. Далее граница следует на северо-восток на протяжении 15,5 км, до первоначальной точки.

## История
Село Удачное было основано в 1848 году в Царицинской волости Болхунского уезда.
В настоящее время на территории муниципального образования находится два населенных пункта: село Удачное и посёлок Верблюжий(железнодорожная станция Верблюжья) Численность населения на 01.01.2011 года составляет 962 человека.

## Население
| 2010 | 2012 | 2013 | 2014 | 2015 | 2016 | 2017 |
| ---- | ---- | ---- | ---- | ---- | ---- | ---- |
| 950  | ↘922 | ↘911 | ↘890 | ↗910 | ↘896 | ↘876 |
| 2018 | 2019 | 2020 | 2021 |      |      |      |
| ↘850 | ↘842 | ↘831 | ↘715 |      |      |      |

## Состав
| № | Населённый пункт | Тип населённого пункта       | Население |
| - | ---------------- | ---------------------------- | --------- |
| 1 | Верблюжий        | посёлок                      | ↘269      |
| 2 | Удачное          | село, административный центр | ↘681      |